# Antonina Wladimirowna Kriwoschapka
Antonina Wladimirowna Kriwoschapka (russisch Антонина Владимировна Кривошапка, * 21. Juli 1987 in Rostow am Don) ist eine ehemalige russische Leichtathletin, die 2009 zweifache Halleneuropameisterin wurde.

## Karriere
Kriwoschapka war 2003 in 53,54 s bei den Jugendweltmeisterschaften im 400-Meter-Lauf Zweite hinter der US-Amerikanerin Natasha Hastings. 2004 schied sie bei den Juniorenweltmeisterschaften im Vorlauf aus. In den folgenden Jahren war sie international nicht aktiv, 2008 verbesserte sie ihre persönliche Bestzeit auf 51,24 s.
Im Februar 2009 stellte sie ihre Hallenbestzeit von 50,55 s auf, was auch die Hallenjahresweltbestzeit bedeutete. Bei den Halleneuropameisterschaften 2009 in Turin gewann sie den 400-Meter-Lauf in 51,18 s. Tags darauf führte sie als Schlussläuferin auch die russische 4-mal-400-Meter-Staffel zum Sieg. Im Juli 2009 steigerte Kriwoschapka bei den Russischen Meisterschaften in Tscheboksary ihre Freiluftbestleistung auf 49,29 s. Bei den Weltmeisterschaften 2009 in Berlin lief sie im Finale 49,71 s und gewann damit die Bronzemedaille hinter der US-Amerikanerin Sanya Richards und der Jamaikanerin Shericka Williams. Diese drei Läuferinnen standen sich bei den Weltmeisterschaften auch in der Schlussrunde des Staffelfinales gegenüber, auch hier kam Richards vor Williams ins Ziel, die russische Staffel gewann Bronze.

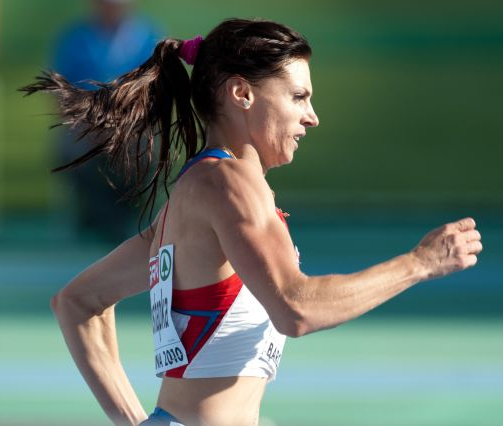
Antonina Kriwoschapka (2010)

Bei den Europameisterschaften 2010 belegte sie über 400 Meter den dritten Platz hinter Tatjana Firowa und Xenija Ustalowa. Zusammen mit Anastassija Kapatschinskaja als Startläuferin gewannen die drei Russinnen den Europameistertitel in der 4-mal-400-Meter-Staffel. 2011 wurde Kriwoschapka Fünfte bei den Weltmeisterschaften, mit der russischen Staffel gewann sie die Bronzemedaille.
2012 verbesserte Kriwoschapka in Tscheboksary ihre Bestzeit über 400 Meter auf 49,16 s. Als Jahresbeste an den Start gegangen lief sie bei den Olympischen Spielen in London auf den sechsten Platz. Erfolgreicher war sie mit der Staffel, mit der sie die Silbermedaille gewann.

## Doping
Am 1. Februar 2017 gab das IOC bekannt, dass der 4-mal-400-Meter-Staffel der Frauen aus Russland wegen Dopings die Silbermedaille von den Olympischen Spielen 2012 aberkannt wird. Kriwoschapka wurde bei Nachtests positiv auf das anabole Steroid Turinabol getestet. Sie legte ein Geständnis ab und sie wurde vom russischen Verband für zwei Jahre gesperrt. 2018 wurde der Europameistertitel 2010 der russischen 4-mal-400-Meter-Staffel aberkannt.